# موتور مشهدي أسا نارويي
موتور مشهدي أسا نارويي (بالإنجليزية: Mowtowr-e Mashhadi Asa Naruyi)‏ هي منطقة سكنية تقع في سيستان وبلوتشستان في إيران.